# Gente de Madrid
Gente de Madrid es un programa de Onda Cero. El programa emite información local de Madrid, y es presentado por Alfredo Menéndez. Se puede escuchar en toda la Comunidad de Madrid de 19:00 a 20:00 con una tertulia de lunes a jueves y con agenda XL de recomendaciones culturales elaborada por Mercedes Pascua. Los lunes hay tertulia político-futbolera con la participación de Félix José Casillas que cumple en esta temporada su cuarto año en el programa. 

## Esquema
El esquema del programa es la siguiente:
- A las 19:05 un pequeño avance de las noticias que han sucedido.
- A las 19:07 conexión con el Gabinete de Información de Tráfico del Ayuntamiento para conocer el estado del tráfico en el interior de la capital y un par de noticias más.
- A las 19:13 repaso de todas las noticias del día con Rubén Bartolomé.
- A las 19:15 tráfico esta vez desde la DGT.
- A las 19:16 claves del deporte madrileño con Félix José Casillas.
- A las 19:21 tertulia. Esta tertulia puede incluir alguna entrevista a personajes relevantes de la Comunidad de Madrid.
- A las 19:46 lectura y escucha del correo electrónico y del contestador, respectivamente y la historia de vecinos con Margarita Zabala.
- A las 19:52 conexión con la redacción del Diario ADN para conocer los contenidos del día siguiente. Además, si hay algún acontecimiento esa tarde que pueda dificultar el tráfico se vuelve a conectar con el Ayuntamiento de Madrid y si hay algún acontecimiento deportivo se conecta con él.
- A las 19:57 Mercedes Pascua elabora la agenda de recomendaciones culturales del día. Los viernes, la agenda es XL, es decir que su duración aumenta hasta los 20 o 25 minutos.
- A las 19:59, finalmente, se despide el programa.

## Otras secciones
El programa cuenta también con otras secciones que se van utilizando lo largo de varios días de la semana . Las siguientes secciones están incluidas en el programa:
- Los lunes se cuentan las claves de la semana de Madridiario.es con Constantino Mediavilla.
- Hay muchos días que se cuentan noticias que se suelen dejar a un lado en los informativos. Estas suelen incluir una entrevista realizada por Rubén Bartolomé.
- Los viernes se hace un resumen de la semana en sonidos con Diana Rodríguez.

## Equipo del programa
- Alfredo Menéndez
- Mercedes Pascua
- Margarita Zabala
- Rubén Bartolomé
- Carlos León
- Félix José Casillas

## Muletillas
- Al empezar el programa: "Buenas tardes, entre las muchas cosas que han pasado hoy en Madrid tenemos…"
- Antes del tráfico por el interior de la capital y la calle 30: "Hay más cosas que están pasando, si van en coche lo más importante es el tráfico así que comenzamos."
- Antes de la DGT: "Si están camino de vuelta a casa lo siguiente también les interesa, son las carreteras."
- Después de la conexión con el tráfico en las carreteras de la Comunidad de Madrid: "Somos los de local  y esto es Gente de Madrid, hasta las 8 les contamos todo lo que está pasando."

## Sintonías
Todas las sintonías del programa proceden de bandas sonoras de películas.
- Inicio: de la canción Possibility de Cadena de favores del segundo 27 al 39 repitiéndose continuamente.
- Conexión con pantallas: de Possibility de Cadena de favores del minuto 1:40 al 2:08 repitiéndose.
- Repaso de todas las noticias: de la canción Cereal Bum de Cadena de favores del segundo 12 al 47 repitiéndose.
- Conexión con la DGT: de la canción de la película Ocean's Twelve llamada "$165 Million + Interest [Into] the round up" hasta el minuto 2:48.
- Una de las sintonías de la tertulia es de Cadena de favores llamada ""Come out Jerry" desde el segundo 9.

## Tertulianos
- Lunes: José Cepeda y Francisco Granados
- Martes: Elvira Rodríguez y Paloma Sobrini
- Miércoles: Adolfo Navarro y Juan Soler
- Jueves: Álvaro Ballarín y Pedro Sánchez

## Contacto
- Correo electrónico: local@ondacero.es
- Contestador: 91 436 67 76